# Calvariekapel (Houthem)

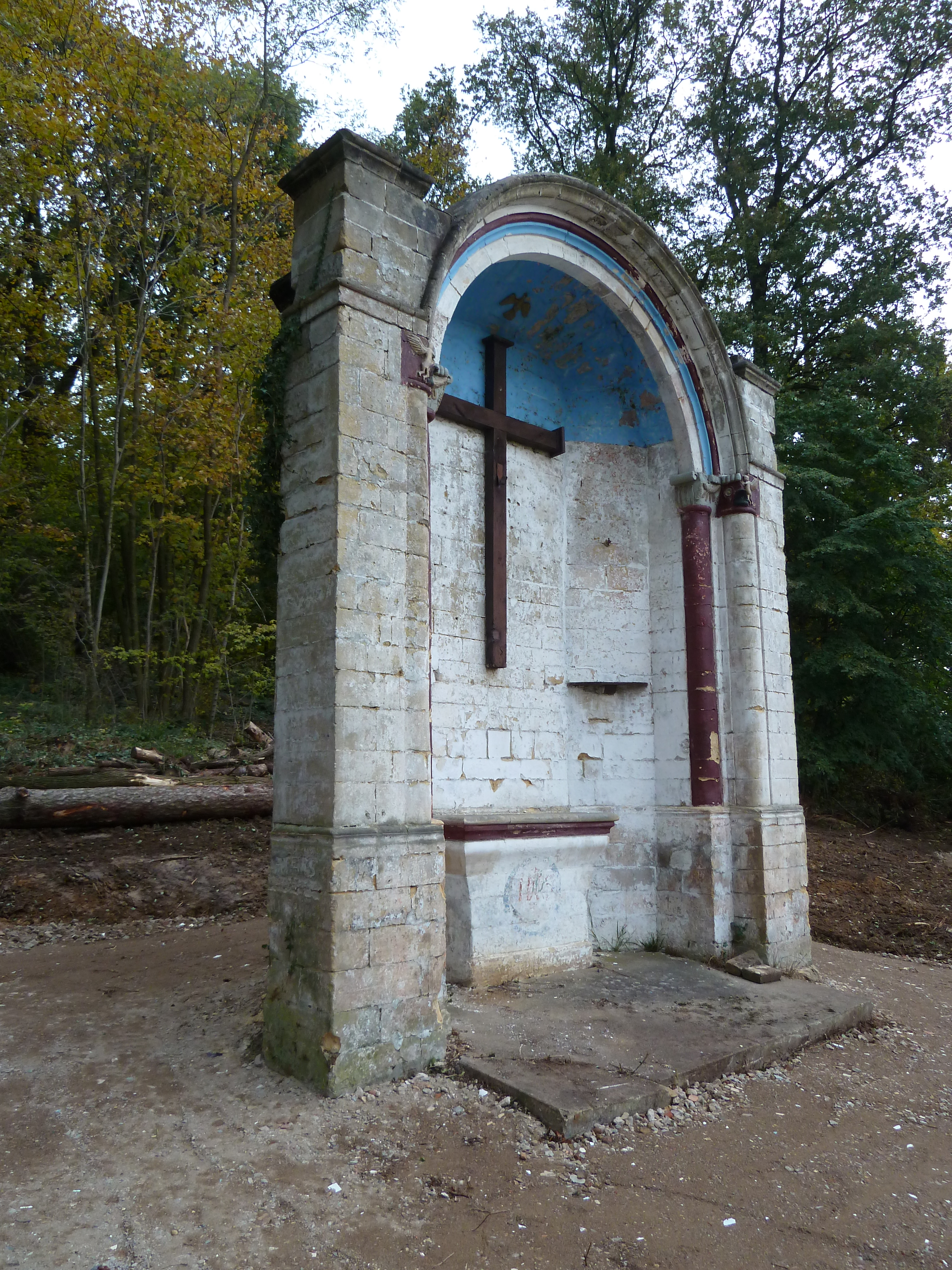
Eind oktober 2010

De Calvariekapel of boskapel van Houthem is een devotiekapel in het Houthemse Kloosterbos (Calvariebos/Smallenbosch) in de Nederlands Zuid-Limburgse gemeente Valkenburg aan de Geul. De kapel is sinds 1967 een rijksmonument.

## Ligging
De Calvariekapel van Houthem bevindt zich aan de noordzijde van het dorp ten noorden van de snelweg A79 in het bos van landgoed De Kluis en aan de zuidzijde van het Kloosterbosch. De kapel ligt op ongeveer 50 meter vanaf de Stevensweg bosinwaarts. In de nabijheid van de kapel heeft vroeger een kluis gestaan die kort na 1825 is afgebroken nadat de laatste kluizenaar was overleden. Op deze plek staat thans het landhuis De Kluis.
De Calvariekapel bevindt zich op een bepaalde afstand van de voormalige parochiekerk van Houthem, de Sint-Martinuskerk in de kern Vroenhof. Deze afstand komt overeen met het aantal meters dat Jezus volgens de overlevering al kruisdragend moest afleggen.

## Geschiedenis
Mogelijk is de Calvariekapel een herbouw van een oudere kapel, die zich bij de voormalige kluis van Houthem bevond. Op 25 januari 1829 werd de huidige kapel ingewijd door pastoor Van Pelt van de Sint-Martinusparochie in Houthem-Vroenhof. Tot halverwege de 20e eeuw trok de jaarlijkse processie van Houthem langs de kapel. Begin 20e eeuw werd de kapel beschadigd doordat er tijdens een storm een boom op viel. In 1939 werd de kapel hersteld in opdracht van baron Robert de Selys de Fanson.
Jarenlang was de kapel aan het zicht onttrokken en omgeven door wildgroei en struikgewas. Eind oktober 2010 is de kapel weer bereikbaar gemaakt door medewerkers van de Stichting Instandhouding Kleine Landschapselementen in Limburg. De kapel is in de jaren daarna gerestaureerd.

## Beschrijving
De kapel is opgetrokken uit Limburgse mergel. Het bouwwerk vertoont kenmerken van de neoclassicistische architectuur met rondbogen op gebundelde zuilen met gebeeldhouwde kapitelen. De zijmuren worden bekroond met siervazen. In de halfronde nis stond een calvariegroep opgesteld. De beelden van Maria en de apostel Johannes zijn enkele jaren geleden gestolen.

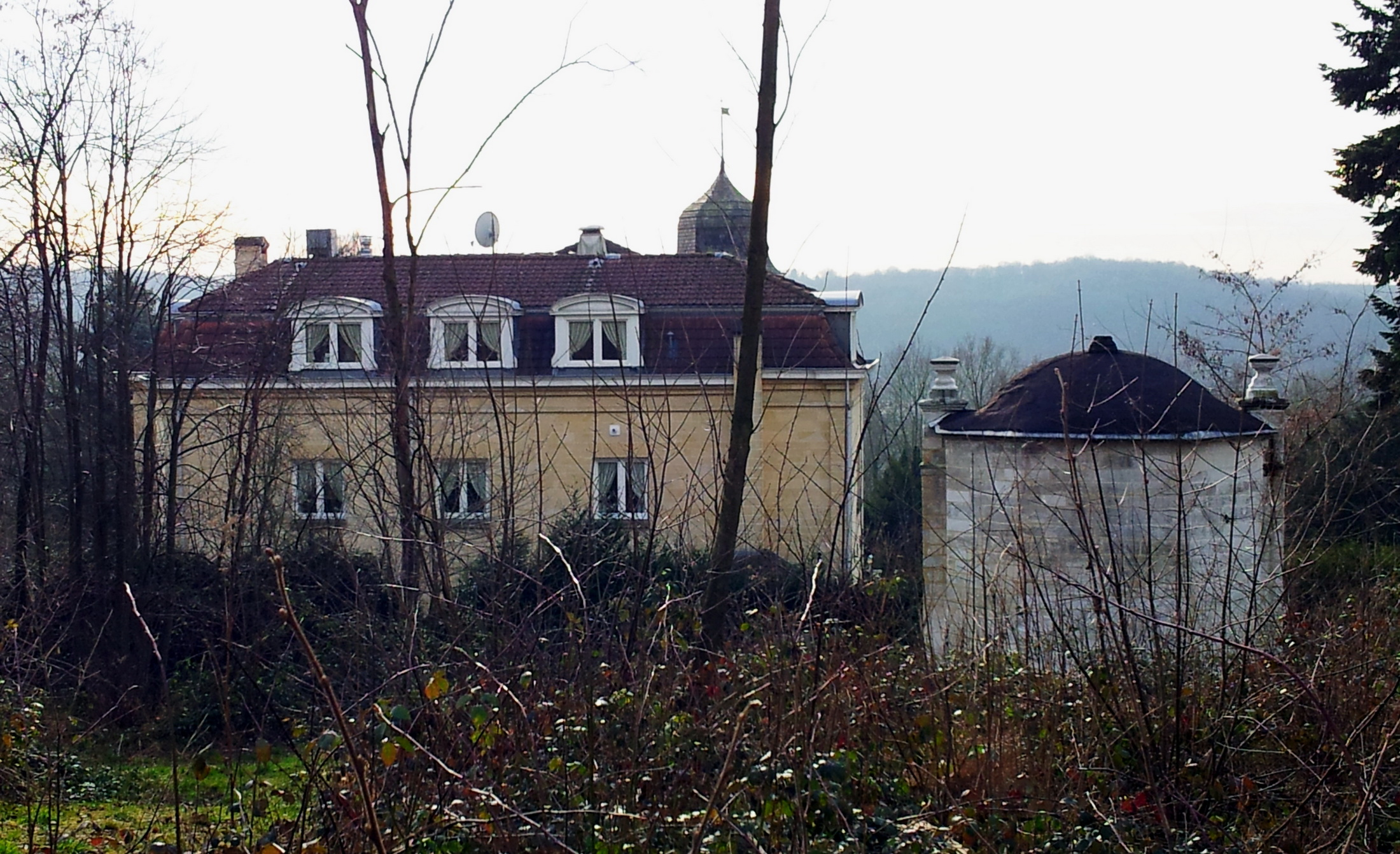
Landgoed De Kluis en achterkant kapel
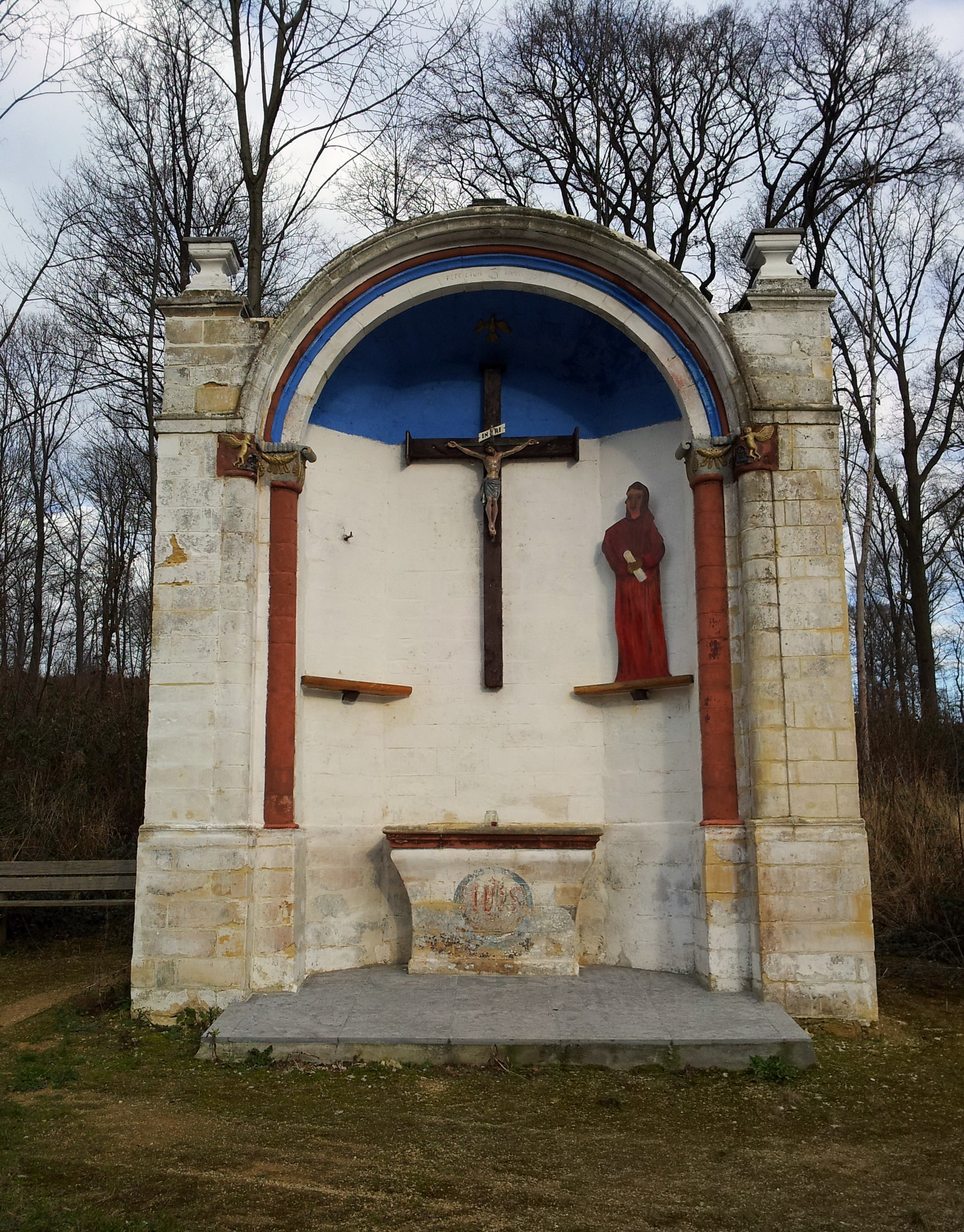
Voorzijde kapel
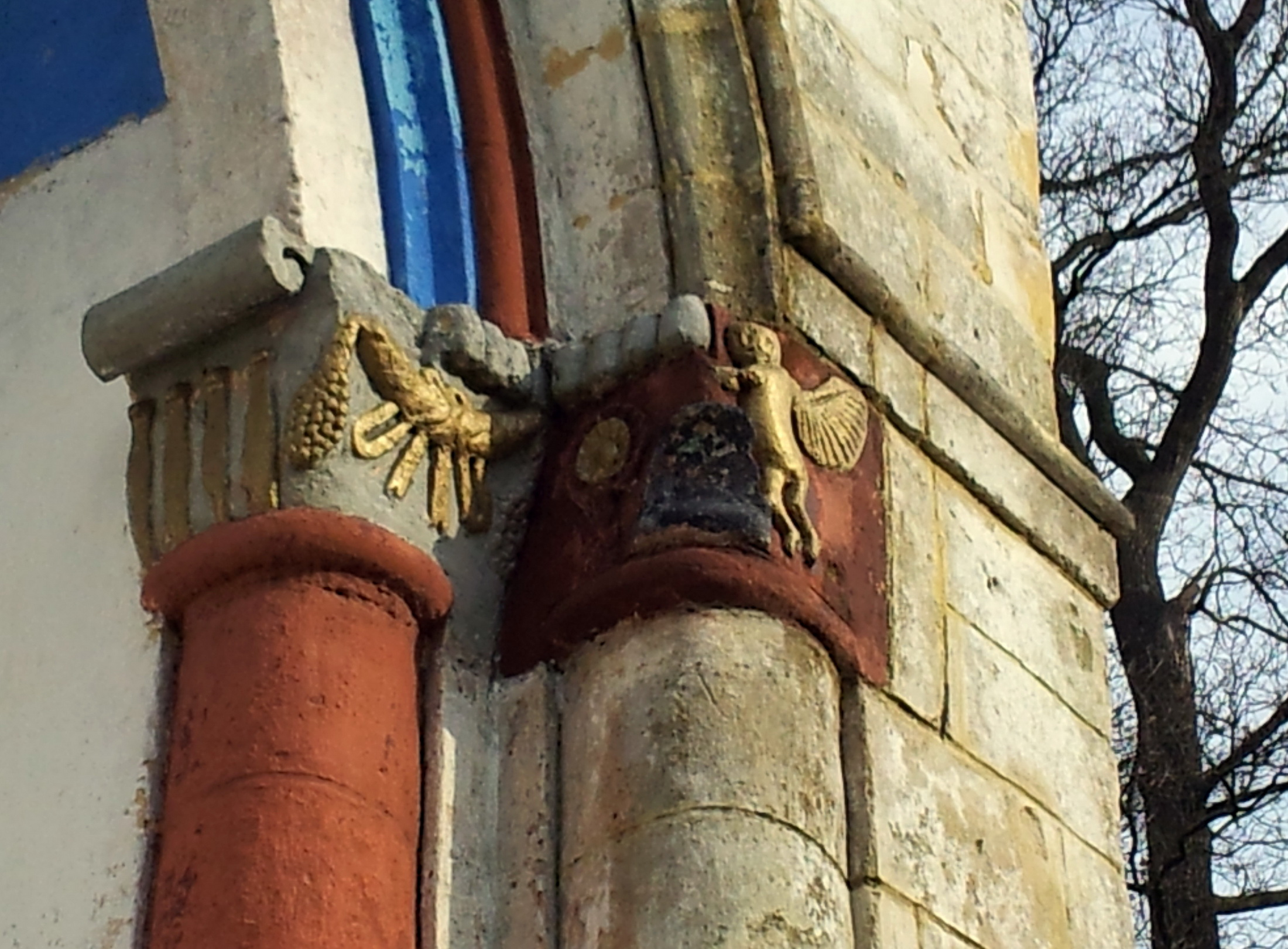
Detail kapel met kapitelen
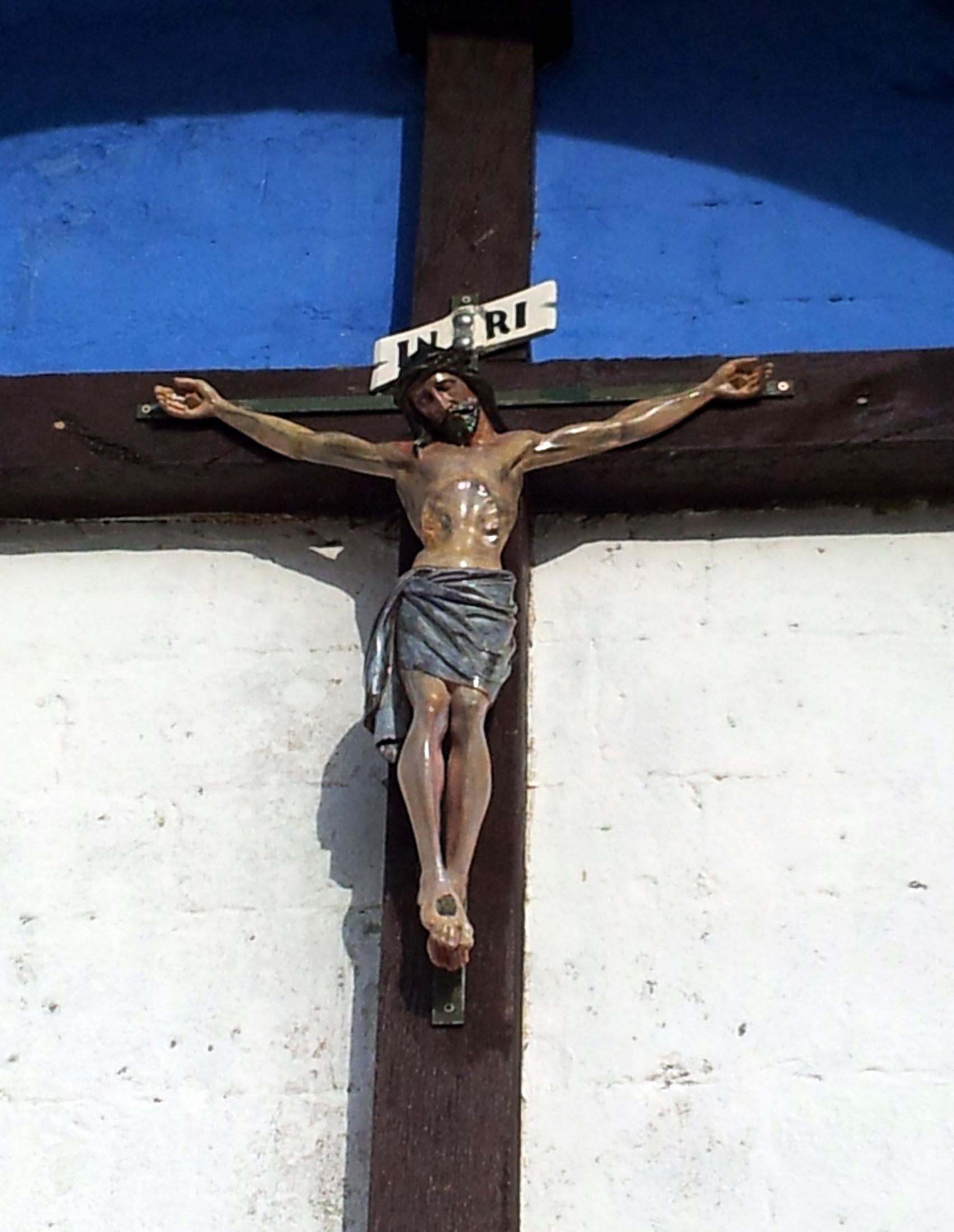
Kruisbeeld in de kapel